# Йонково (Болгарія)
Йо́нково (болг. Йонково) — село в Разградській області Болгарії. Входить до складу общини Ісперих.

## Населення
За даними перепису населення 2011 року у селі проживали 760 осіб.
Національний склад населення села:
| Національність   | Кількість осіб | Відсоток |
| ---------------- | -------------- | -------- |
| турки            | 703            | 93,2%    |
| болгари          | 48             | 6,4%     |
| цигани           | 0              | 0%       |
| інша             | 0              | 0%       |
| не визначились   | 3              | 0,4%     |
| Всього відповіли | 754            |          |

Розподіл населення за віком у 2011 році:
Динаміка населення: